# Marcus Tullius Cicero

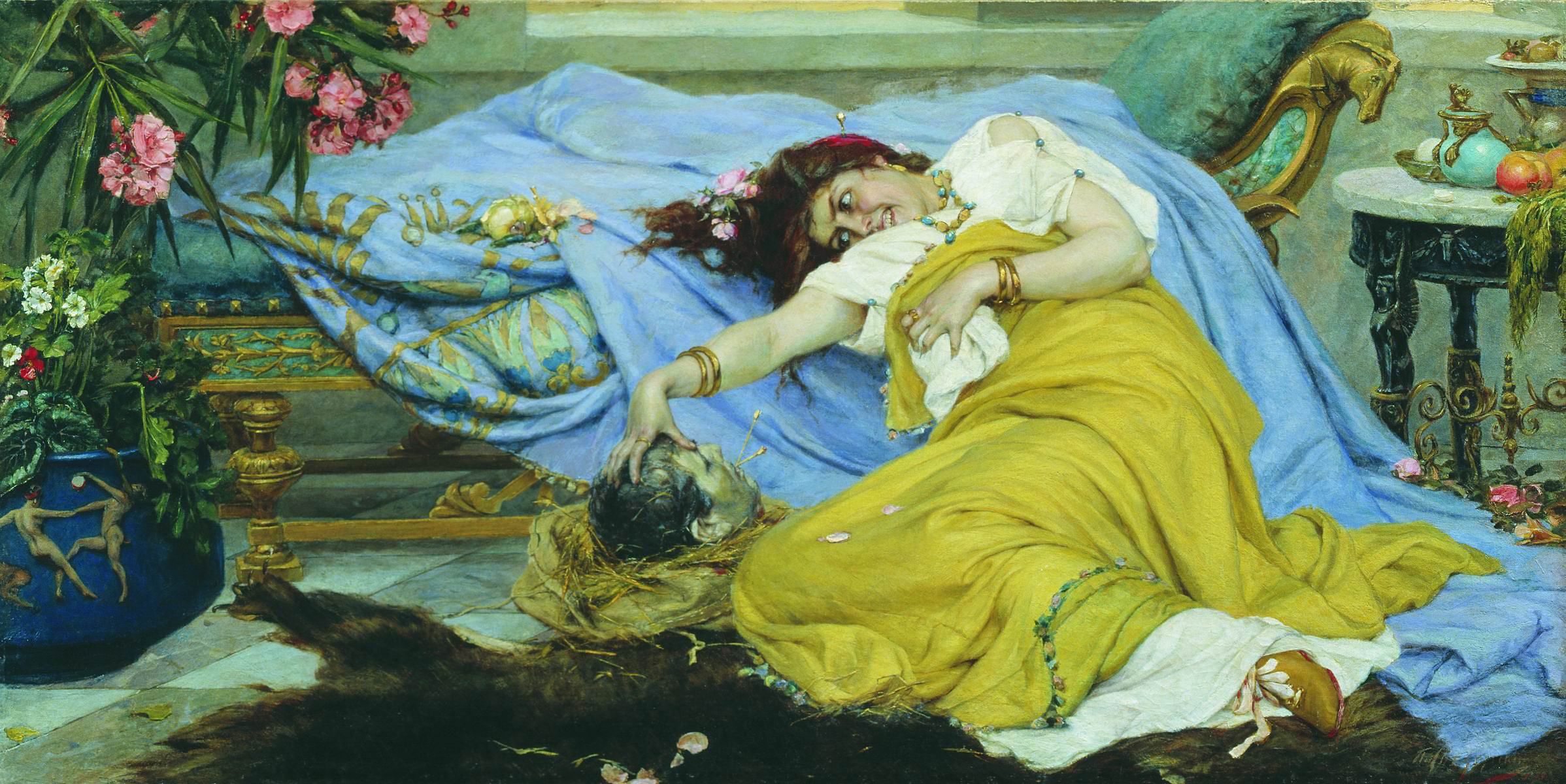

Marcus Tullius Cicero (3. ledna 106 př. n. l. Arpinum – 7. prosince 43 př. n. l. Řím) byl římský řečník, republikánský politik, filozof a spisovatel.

## Život a působení
Narodil se v Arpinu (dnes Arpino, asi 100 km jihovýchodně od Říma) v zámožné rodině jezdeckého stavu, která se však v politickém životě neangažovala. První vzdělání získal v Arpinu, později se vzdělával ještě v Římě. Studoval především rétoriku, ale i právo a filosofii. V době studií překládal z řečtiny.
Roku 79 př. n. l. začal vystupovat veřejně, jako řečník u soudu. V tomto roce byl nucen ze zdravotních důvodů opustit Řím, odjel do Řecka, kde se spřátelil s řadou významných filosofů mladší Akademie a seznámil se s různými proudy řecké filosofie. Později cestoval i po Malé Asii a na ostrov Rhodos. Na těchto cestách se dále vzdělával a cvičil v rétorice. O dva roky později 77 př. n. l. se vrátil do Říma, zde se oženil s Terentií a začal se věnovat veřejným záležitostem, především obhajobám u soudu. Svou činností získal značnou popularitu a roku 76 př. n. l. byl zvolen quaestorem na Sicílii. Vyznamenal se poctivostí a snahou o spravedlnost a po ukončení quaestury se stal senátorem.

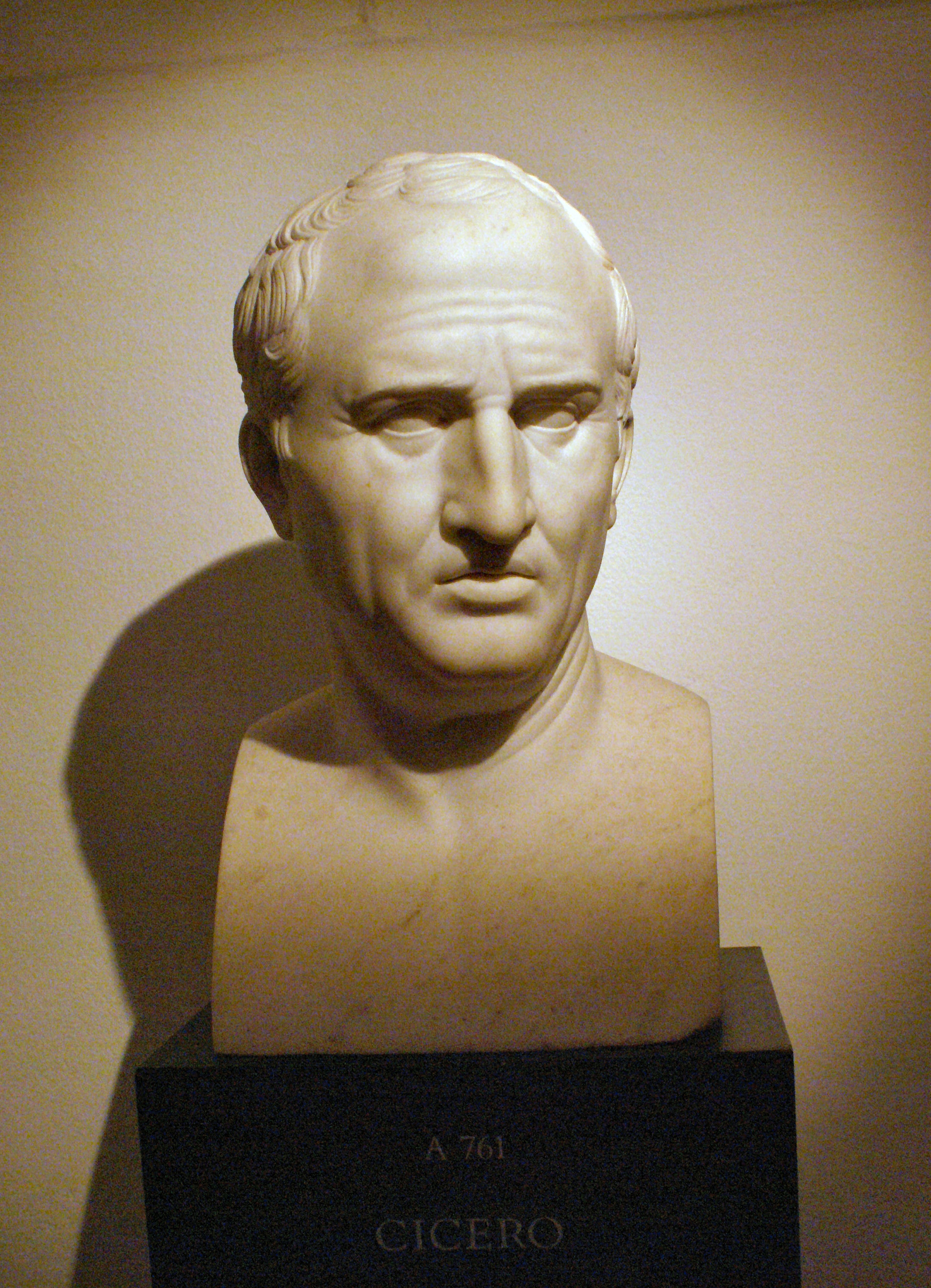
Marcus T. Cicero – mramorová busta

Roku 70 př. n. l. se stal aedilem kurulským, v roce 67 př. n. l. městským praetorem a roku 64 př. n. l. byl proti zchudlému aristokratovi Catilinovi zvolen konzulem. Jako zastánce římské „smíšené ústavy“ s prvky monarchie (imperium magistrátů), aristokracie (senát jako nejvyšší moc) i demokracie (concilium plebis, lidové shromáždění) odvrátil pozemkový zákon předložený Publiem Serviliem Rullem, protože by ohrozil moc aristokracie, a Catilinovo spiknutí, které patrně usilovalo o diktaturu v Římě.
Po porážce Catilinova povstání dal bez soudu popravit řadu jeho přívrženců a roku 58 př. n. l. musel proto odejít do vyhnanství, ale již roku 57 př. n. l. mu byl povolen návrat do Říma. Zde se dále snažil vystupovat na obranu republiky, ale vzhledem k tomu, že veškerá moc již byla v rukou triumvirů, odešel z veřejného života a věnoval se výuce především gramatiky a rétoriky, veřejně vystupoval pouze při soudních obhajobách.
Před občanskou válkou se přiklonil na stranu Pompeiovu, po jeho porážce odmítl vedení republikánského loďstva a raději odprosil Caesara, se kterým se vrátil do Říma jako přítel. Od roku 47 př. n. l. nevykonával žádnou veřejnou funkci a věnoval se pouze filosofii. Na veřejnosti vystupoval pouze v případech, kdy některý z jeho přátel potřeboval pomoc (Oratio pro Marcello, Oratio pro Ligario a Oratio pro rege Deiotario).
Po Caesarově smrti věřil v obrat k republice, ale byl zklamán, proto opustil Řím, cestou ho zastihla nepravdivá zpráva, že se Antonius vzdal moci. Po návratu zjistil, že se tato zpráva nezakládala na pravdě a začal proti Marcu Antoniovi veřejně vystupovat a přednesl 14 řečí proti Antoniovi, kde ho velmi ostře napadal. Po těchto projevech senát vyhlásil Antoniovi válku, jejíž vedení svěřil Octavianovi, ten se ale s Antoniem spojil a tím byla moc senátu definitivně zlomena. Cicero se pokusil o útěk z Říma, avšak byl 7. prosince 43 př. n. l. dostižen a zabit. Mrtvolu vláčeli po římských ulicích, jeho hlava a pravá ruka byly vystaveny na Foru.

## Význam
Ciceronovo dílo i jeho osobní příklad statečného obránce republiky mělo v dějinách evropské civilizace mimořádný význam. Předně byl Cicero velkým popularizátorem řecké filosofie, kterou překládal a musel tak vytvořit latinskou filosofickou terminologii, v níž se pak západní filosofie až do 18. století pohybovala. Některé jeho termíny ji přitom významně ovlivnily, například když řecké slovo logos (slovo, smysl, rozum) přeložil jako ratio (rozum).
Za druhé byl Cicero jako právník a politik přesvědčen, že filosofie má význam především jako racionální úvaha o veřejných záležitostech a právu. V úvodu knihy „O povinnostech“ přímo polemizuje s těmi, kteří chápou filosofii jen jako spekulativní, a klade na první místo její praktický a politický význam. Jako jeden z prvních filosofů práva vzal vážně soudní spor a pochopil, že jeho hlavním smyslem je pokojné a zákonné vyřešení sporu, a to i v případě, že se nelze dobrat poslední pravdy. Proto je dodnes v mnoha zemích četba Cicerona součástí právnického vzdělávání, jak o tom svědčí četná vydání jeho spisů, bohužel nikoli v češtině: kniha „O zákonech“ (De legibus) poprvé vyšla v roce 2017.
- Legum servi sumus ut liberi esse possimus.
Jsme podrobeni zákonům, abychom mohli být svobodní.

## Dílo

### Projevy
Z jeho projevů se úplně zachovalo 57, za nejlepší se pokládají De lege agraria (O zemědělském zákonu), In Catilinam (Proti Catilinovi) a Philippicae (Filipiky).

### Soudní řeči
- Pro Quinctio, 81 př. n. l.
- Pro Sex. Roscio Amerino, 80 př. n. l. Dostupné online.
- Pro Q. Roscio Comoedo, 77 př. n. l.
- Divinatio in Caecilium, 70 př. n. l.
- In Verrem, 70 př. n. l.
- Pro Tullio, 69 př. n. l.
- Pro Fonteio, 69 př. n. l.
- Pro Caecina, 69 př. n. l.
- Pro Cluentio, 66 př. n. l.
- Pro Rabirio Perduellionis Reo, 63 př. n. l.
- Pro Murena, 63 př. n. l.
- Pro Sulla, 62 př. n. l.
- Pro Archia Poeta, 62 př. n. l.
- Pro Flacco, 59 př. n. l.
- Pro Sestio, 56 př. n. l.
- In Vatinium, 56 př. n. l.
- Pro Caelio, 56 př. n. l.
- Pro Balbo, 56 př. n. l.
- Pro Plancio, 54 př. n. l.
- Pro Rabirio Postumo, 54 př. n. l.

### Spisy
Řada jeho spisů je psána formou dialogu, podle příkladu Platónových dialogů. Ciceronova latina i sloh se – počínaje Quintilianem – pokládaly za vzor latinské prózy a jako takové se všude ve školách četly, proto se jich také hodně zachovalo. Za nejvýznamnější se dnes pokládají spisy právně-politické:
- De legibus („O zákonech“, česky 2017)
- De republica (závěrečná kapitola je známa pod označením Somnium Scipionis; „O věcech veřejných“, česky 2010)
- De officiis („O povinnostech“, česky 1970)
- „Citáty Římské“ (přeloženo 1780)

Filosofické:
- Tusculanae disputationes („Tuskulské hovory“, česky od r. 1921 vícekrát, naposledy 1976, slovensky 1978)
- De finibus bonorum et malorum („O nejvyšším dobru a zlu“, česky 1896)
- De natura deorum („O povaze bohů“, česky 1946)
- Paradoxa stoicorum („Stoické paradoxy“)
- Academica
- De divinatione („O věštění“)
- De fato („O osudu“)
- Cato maior de senectute („Cato Starší o stáří“ česky 1934 a 1976)
- Laelius de amicitia („Laelius o přátelství“, česky 1940 a 1976)

Rétorické:
- De oratore („O řečníkovi“)
- Orator („Řečník“)
- Brutus (česky 1880)

Přes 900 Ciceronových dopisů, jež ve 14. století objevil v katedrální knihovně ve Veroně Petrarca a další humanisté, vyvolalo vlnu nadšení a i když ukazují autora v méně příznivém světle než jeho veřejné řeči, často se ve výborech vydávají. Vypovídají nejen o autorových názorech, ale pravděpodobně i o něm samém. Cicero napsal i několik básní, které se však nepovažují za příliš zdařilé (Maurius, De consulatu suo).

## Zajímavosti
Z jeho díla De finibus bonorum et malorum (O nejvyšším dobru a zlu) pochází text, který pod názvem lorem ipsum nebo též Lipsum užívají grafici tradičně jako výplň čili „vatu“. Pochází z kapitoly 1.10.32 a 33, kde se objevuje věta Neque porro quisquam est qui dolorem ipsum quia dolor sit amet, consectetur, adipisci velit. (Překlad: „Nikdo nemiluje bolest samu, nevyhledává ji, ani nechce získat, jednoduše proto, že je to bolest…“). Používá se již od 16. století.

### Literatura

Opera omnia, 1566